# Karl Josef Futterer
Karl Josef Futterer, född 1866 i Baden, död 1906, var en tysk geolog.
Futterer blev 1897 professor i geologi och paleontologi vid tekniska högskolan i Karlsruhe. Han deltog 1897–99 i Holderers expedition, den första tyska vetenskapliga, genom Asien från väster till öster, varigenom han inlade stora förtjänster om särskilt Tibets och det inre Kinas geologiska och geografiska undersökning. Av reseskildringen, Durch Asien etc., utgav han endast första och en del av tredje bandet (1901–03).